# Alexander Kristoff
Alexander Kristoff, född 5 juli 1987 i Oslo, är en norsk proffscyklist. Som 16-åring vann han ungdoms-NM och kom på fjärde plats i ungdoms-OS. Han blev norsk mästare på landsväg 2007 och 2011, och tog brons på landsväg vid OS i London 2012.
23 mars 2014 vann han klassikern Milano-Sanremo. Senare under året tog han även hem både etapp 12 och 15 av Tour de France. I augusti samma år tog han hem Vattenfall Cyclassics.
Kristoff var en av de största favoriterna inför 2015 års Milano-Sanremo, och lyckades spurta till sig en andraplats bakom tysken John Degenkolb. Två veckor senare ställde Kristoff upp i Flandern runt, ett lopp som han vann före Niki Terpstra. I augusti samma år vann han endagsloppet GP Ouest-France.